# Castello di Gargonza

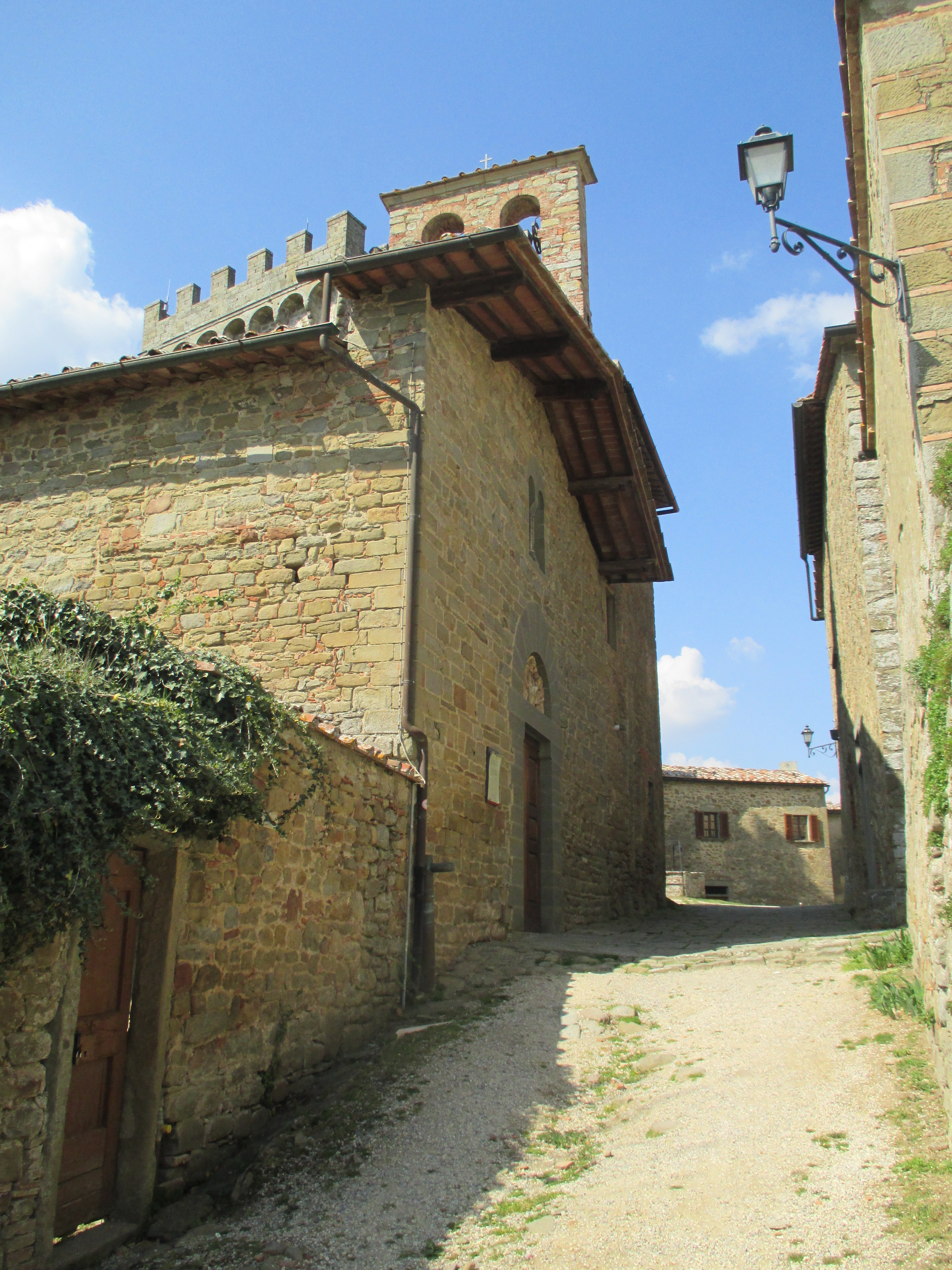
Veduta della chiesa dei Santi Tiburzio e Susanna; sullo sfondo la torre merlata

Il castello di Gargonza è un borgo fortificato ubicato nel comune di Monte San Savino, in provincia di Arezzo.

## Storia
Di origine medievale, le prime citazioni risalgono al XIII secolo.
Per la sua posizione strategica, il borgo fortificato di Gargonza fu a lungo al centro di conflitti tra guelfi e ghibellini.
Nel 1304, secondo alcuni storici, ospitò Dante Alighieri, il quale partecipò ad un incontro tra i ghibellini fiorentini e gli aretini.
Pochi anni dopo, il castello subì un assedio da parte dei fiorentini; nel 1381 passò alla Repubblica di Siena, per essere poi occupato nuovamente dalle milizie di Firenze.
Nel 1433, la rivolta della popolazione locale causò una dura repressione da parte dei fiorentini, che rasero al suolo il borgo, lasciando in piedi la torre alla sommità dell'abitato.
Nel 1546 il castello passò alla famiglia Lotteringhi della Stufa; nel corso del XVIII secolo divenne proprietà dei marchesi Corsi, divenendo una tenuta agricola.
Nella prima metà del XIX secolo il borgo ospitava oltre 500 persone.
Nella seconda metà del Novecento, dopo lo spopolamento del borgo, il castello fu restaurato per volontà del conte Roberto Guicciardini Corsi Salviati e adattato a fini turistici.

## Descrizione
Il borgo sorge su un'altura, su cui domina il torrione merlato a pianta rettangolare.
Oltre al cassero, dell'antico sistema fortificato restano tracce delle mura e una porta duecentesca; dalla porta si accede alla piazza principale, nei pressi della quale, oltre il pozzo, sorge la chiesa dei Santi Tiburzio e Susanna (XIII secolo, restaurata nel 1928 da Giuseppe Castellucci).